# 양 한 마리, 양 두 마리
"양 한 마리, 양 두 마리"는 2011년에 개봉한 대한민국의 영화이다.

## 캐스팅
- 성수정 : 오진희 역
- 이혜진 : 한예원 역
- 한지혜 : 배우 역
- 최두영 : 선생님 역
- 윤사비나 : 회사 선배 역
- 김수덕 : 동물원 관리인 역
- 김동우 : 회사 대표 역
- 강미노 : 해외 바이어 역
- 양정운 : 노조위원장 역
- 이창복 : 경비원 아저씨 역
- 김재명 : 레스토랑 종업원 역
- 정진혁 : 전자상가 역
- 이석기 : 바 주인 역
- 김진황 : 바 손님 역